# پتونیدین-۳-او-گلوکوزید
پتونیدین-۳-او-گلوکوزید (به انگلیسی: Petunidin-3-O-glucoside) با فرمول شیمیایی C۲۲H۲۳O۱۲+ (Aglycone) C۲۲H۲۳O۱۲Cl (chloride) یک ترکیب شیمیایی با شناسه پاب‌کم ۴۴۳۶۵۱ است. که جرم مولی آن ۴۷۹٫۴۱ g/mol می‌باشد. 